# Phloeospora robiniae
Phloeospora robiniae är en svampart som först beskrevs av Marie Anne Libert, och fick sitt nu gällande namn av Franz Xaver von Höhnel 1905. Phloeospora robiniae ingår i släktet Phloeospora och familjen Mycosphaerellaceae.   Inga underarter finns listade i Catalogue of Life.